# Luz (álbum de Djavan)
Luz es el quinto álbum de estudio del cantante y compositor brasileño Djavan, publicado el 20 de agosto de 1982 por Sony Music. Contiene canciones que se han vuelto muy conocidas, tales como «Samurai» (junto con Stevie Wonder), «Pétala», «Açaí», «Sina», «Esfinge», «Capim» y «Luz». Cuando fue publicada, recibió elogios por la crítica del diario O Estado de S. Paulo, quien afirmó que “trae lo que sugiere su título: un brillo para los oídos y los ojos. Trae lo que es, en opinión de la crítica, lo más vanguardista de la música brasileña”.

## Información general
En 1982, según el autor Hugo Sukman, Djavan “recibió una invitación del sello CBS (el futuro Sony Music) no solo para ser publicado en los Estados Unidos, sino también para grabar en estudios estadounidenses”. Siempre según Hugo, el músico “trabajará bajo la producción de Ronnie Foster, hasta entonces uno de los principales productores de música soul estadounidense". La canción «Samurai» fue compuesta durante las grabaciones en Los Ángeles y presenta al músico estadounidense Stevie Wonder en la armónica.

## Recepción de la crítica
Alvaro Neder, escribiendo para AllMusic, le dio una calificación de 4 estrellas sobre 5, afirmando que se divide entre una sección romántica y canciones de swing, además de señalar que el álbum tiene armonías y melodías interesantes, además de arreglos con influencias en la música jazz. Mauro Ferreira, escribiendo para el sitio web Notas Musicais, le otorgó una calificación perfecta de 5 estrellas y lo definió como una “explosión pop”, añadiendo: “un disco que transformó Djavan en una superestrella con ventas expresivas, una sucesión de éxitos y un uso exquisito de los recursos tecnológicos de la época”.

## Lista de canciones
Todas las canciones escritas y compuestas por Djavan.
Lado uno
1. «Pétala» – 4:44
2. «Luz» – 4:09
3. «Nobreza» – 2:29
4. «Capim» – 4:18
5. «Sina» – 5:33

Lado dos
1. «Samurai» (con Stevie Wonder) – 4:49
2. «Banho de Rio» – 4:37
3. «Açaí» – 4:39
4. «Esfinge» – 4:21
5. «Minha Irmã» – 2:09